# 利尼勒沙泰勒
利尼勒沙泰勒（法語：Ligny-le-Châtel，法語發音：[liɲi lə ʃatɛl]）是法国勃艮第-弗朗什-孔泰大区约讷省的一个市镇，位于该省中部偏东，属于欧塞尔区。

## 地理
利尼勒沙泰勒（47°54'3"N, 3°45'24"E）面积27.48 平方千米，位于法国勃艮第-弗朗什-孔泰大區约讷省，该省份为法国中北部内陆省份，西接卢瓦雷省，西北接塞纳-马恩省，南至涅夫勒省，东临科多尔省，东北与奥布省接壤。
与利尼勒沙泰勒接壤的市镇（或旧市镇、城区）包括：谢于、马利尼、维利、若尔日、利尼奥雷勒、梅雷、蓬蒂尼、瓦雷讷、韦尔日尼。

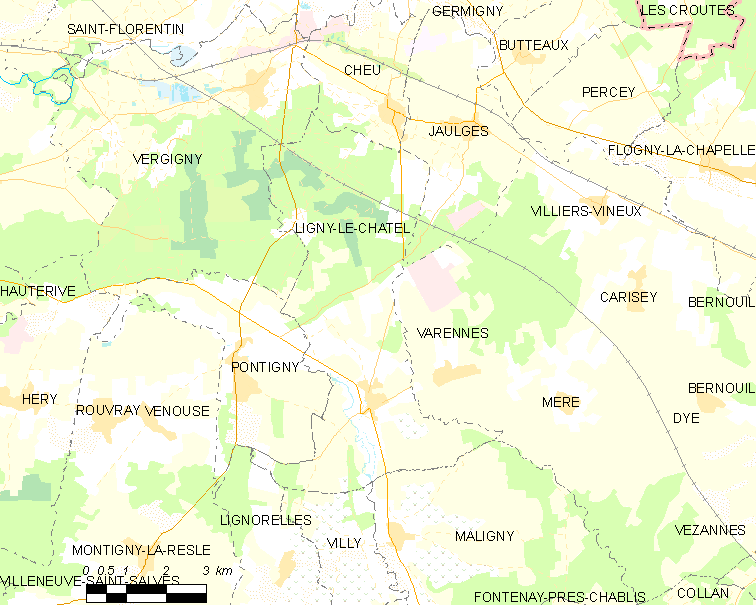
利尼勒沙泰勒的OSM定位图

利尼勒沙泰勒的时区为UTC+01:00、UTC+02:00（夏令时）。

## 行政
利尼勒沙泰勒的邮政编码为89144，INSEE市镇编码为89227。

## 政治
利尼勒沙泰勒所属的省级选区为沙布利县。

## 人口

1962-2008年间利尼勒沙泰勒人口变化图示

利尼勒沙泰勒于2022年1月1日时的人口数量为1211人。